# Persborg, Ronneby
Persborg är en stadsdel i södra Ronneby som byggdes ut under 1950-talet och framåt. Stadsdelen angränsar till Ronneby brunnspark och omfattar dels villabebyggelse med tydliga stildrag från mitten av 1950-talet och fram till mitten av 1960-talet men även ålderdomshemmet Vidablick och en del äldre bebyggelse från 1900-talets början. I stadsdelens västra del ligger Persborgsskolan, en skolbyggnad uppförd med fasad i rött tegel och taktäckning röd bandplåt. Skolan uppfördes ursprungligen som en folkskola och har tidigare betjänat persborgsområdets skolbarn i årskurs 1-6 men skolan är idag inte i bruk för undervisning. Mellan Persborg och den angränsande stadsdelen Grönaslätt ligger Persborgsgölen.

### Övriga källor
- Riksantikvarieämbetets databas Kringla - Persborgsskolan